# Lauridromia
Lauridromia là một chi cua trong họ Dromiidae. Chi này hiện tại được công nhận chỉ chứa hai loài. Trước đầy từng có loài thứ ba, Lauridromia indica, được đưa vào chi, nhưng hiện nay, nó đã được chuyển sang chi Dromidiopsis với tên gọi Dromidiopsis indica (Gray, 1831).

## Đặc trưng
Cua thuộc chi này có mai dài bằng chiều rộng, với răng trên và răng trước bên phát triển tốt. Mai có một lớp lông thô bao phủ và một số lông xù xì ở gần mép.

## Các loài
Phân loại theo The World Register of Marine Species bao gồm:
- Lauridromia dehaani (Rathbun, 1923)
- Lauridromia intermedia (Laurie, 1906)